# Sielte
SIELTE - Società Impianti Elettrici e Telefonici S.p.A. è una società italiana che opera nel settore dell'impiantistica, progettando e realizzando impianti di reti di telecomunicazione, di trasmissione dati, di linee telefoniche, di telefonia e di impianti interni telefonici, radiotelefonici e televisivi. Si occupa inoltre dell'esecuzione di opere civili collegate alla realizzazione di tali reti.

## Storia
Sielte nasce a Genova su iniziativa di Ericsson (che controlla anche la FATME, azienda produttrice di apparecchi e centrali telefoniche) il 2 dicembre 1925 come Società Ericsson Italiana - SEI S.A.. Nel 1933 a seguito dell'incorporazione di Compagnia Installazioni Reti Telefoniche di Napoli diventa Sielte S.A. - Impianti Elettrici e Telefonici Sistema Ericsson. Nel 1957 entra nell'orbita del gruppo IRI-STET, da cui uscirà nel 1993 quando sarà privatizzata e cambierà nome in Ericsson Sielte S.p.A.: nello stesso anno in seguito alla fusione con Ericsson Fatme S.p.A., diventa Ericsson Telecomunicazioni S.p.A.. Nel 1999 viene acquistata dalla famiglia Turrisi.
Con un volume d'affari di oltre 600 milioni di euro, Sielte opera su tutto il territorio nazionale con 30 centri operativi e 20 sedi all'estero. Il mercato di riferimento è oggi rappresentato, oltre che da operatori della telefonia, dalle grandi infrastrutture, dalle pubbliche amministrazioni, dalle banche e dai broadcaster.